# Bray (Saône-et-Loire)
Bray ist eine französische Gemeinde mit 128 Einwohnern (Stand: 1. Januar 2022) im Département Saône-et-Loire in der Region Bourgogne-Franche-Comté (vor 2016 Burgund). Die Gemeinde gehört zum Arrondissement Mâcon und zum Kanton Cluny. Die Einwohner werden Brailois genannt.

## Geografie
Bray liegt etwa 27 Kilometer nordnordwestlich von Mâcon und etwa 28 Kilometer südsüdwestlich von Chalon-sur-Saône.
Nachbargemeinden von Bray sind Cormatin im Norden und Nordwesten, Chissey-lès-Mâcon im Norden und Nordosten, Blanot im Osten und Südosten, Azé im Süden und Südosten, Cortambert im Süden, Massilly im Südwesten, Taizé im Westen sowie Ameugny im Westen.

## Bevölkerungsentwicklung
| Jahr                      | 1962 | 1968 | 1975 | 1982 | 1990 | 1999 | 2006 | 2011 | 2016 |
| Einwohner                 | 186  | 147  | 165  | 155  | 138  | 127  | 122  | 123  | 127  |
| Quelle: Cassini und INSEE |      |      |      |      |      |      |      |      |      |

## Sehenswürdigkeiten
- Kirche Saint-Quentin, Monument historique seit 1932

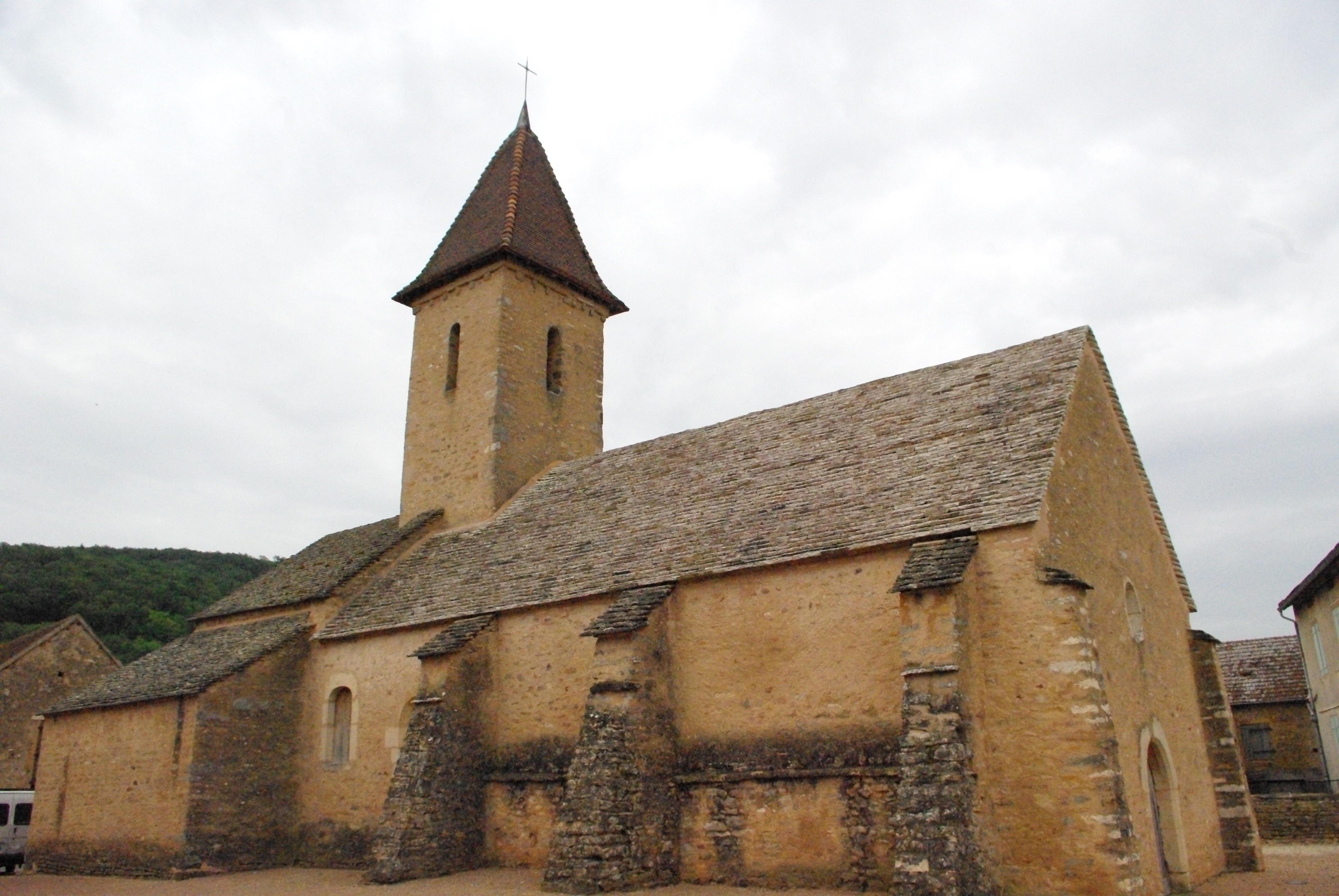
Kirche Saint-Quentin

- Kapelle Saint-Jean in Correau